# Kiton
Kiton er et italiensk virksomhed, der fremstillet luksus ready-to-wear og made-to-measuretøj. Det blev grundlagt i 1956 som CIPA i Napoli Ciro Paone, der var femtegenerations tekstilhandler, og Antonio Carola. Kiton-navnet blev lanceret i 1968, og det er afledt af det græske ord for chiton, der er et stykke tøj som blev båret i antikkens grækenland og i romerriget, som senere blev kaldt en tunika. Den nuværende CEO er Antonio De Mattei, mens Antonio Paone er formand i Kiton USA; begge er nevøer af Ciro Paone. Firmaets motto er ll meglio del meglio più uno ("det bedste af det bedste plus en").

## Produktion
I 2007 fremstillede virksomheden omkring 20.000 jakkesæt om året. Kiton har 330 skræddere ansat. Størstedelen af jakkesættende tager omkring 25 arbejdstimer at fremstillet, og mindst 45 forskellige personer deltager i processen.
Deres ready-to-wear jakkesæt koster normalt mellem $7.000 og $8.000, og deres linje ved navn CIPA 1960, som blev introduceret i 2010, starter ved $5.500. Det bliver fremstillet i vintagestof fra 1960'erne, der bliver skåret i moderne mønstre.
Kitons made-to-measure jakkesæt koster over $20.000 og helt op til $ 50,000 for "K-50" linjen, som har navn efter antallet af produktionstimer og antallet af producerede enheder på et år. Det gør dem til nogle af verdens dyreste jakkesæt.
LASA-modellen er skræddersyet af en enkelt skrædder ud fra et mønster til den enkelte kunde og bliver lavet i napolitansk snit.
Selskabets formelle skjorter koster omkring $1.000. Kitons sælger også slips, lommeklude, solbriller, bukser og jeans. Deres parfume er en del af Estée Lauder Companies, Inc.; som er et samarbejde som begyndte i 1995.

## Butikker
Kiton åbnede en flagskibsbutik New York City på 54th Street i 2004, og har siden åbnet butikker i Toronto, Azerbaijan, Kina, Frankrig, Macau, Hong Kong, Italien, Rusland, Saudi Arabien, Singapore, Sydkorea, Ukraine, UAE og Uzbekistan. Deres jakkesæt sælges også i luksusstormagasiner som Barneys New York, Neiman Marcus, Bergdorf Goodman og Saks Fifth Avenue.